# Riverton (Utah)
Riverton és una població dels Estats Units a l'estat de Utah. Segons el cens del 2000 tenia 25.011 habitants.

## Demografia
Segons el cens del 2000, Riverton tenia 25.011 habitants, 6.348 habitatges, i 5.884 famílies. La densitat de població era de 768,2 habitants per km².
Dels 6.348 habitatges en un 65,3% hi vivien nens de menys de 18 anys, en un 84,4% hi vivien parelles casades, en un 5,7% dones solteres, i en un 7,3% no eren unitats familiars. En el 5,8% dels habitatges hi vivien persones soles l'1,9% de les quals corresponia a persones de 65 anys o més que vivien soles. El nombre mitjà de persones vivint en cada habitatge era de 3,93 i el nombre mitjà de persones que vivien en cada família era de 4,09.
Per edats la població es repartia de la següent manera: un 42,6% tenia menys de 18 anys, un 8,9% entre 18 i 24, un 32% entre 25 i 44, un 13,1% de 45 a 60 i un 3,3% 65 anys o més.
L'edat mediana era de 24 anys. Per cada 100 dones de 18 o més anys hi havia 99,6 homes.
La renda mediana per habitatge era de 63.980 $ i la renda mediana per família de 65.330 $. Els homes tenien una renda mediana de 42.344 $ mentre que les dones la tenien de 26.710 $. La renda per capita de la població era de 17.643 $. Entorn del 2,4% de les famílies i el 2,6% de la població estaven per davall del llindar de pobresa.

## Poblacions més properes
El següent diagrama mostra les poblacions més properes.